# Sokvirágú rózsa

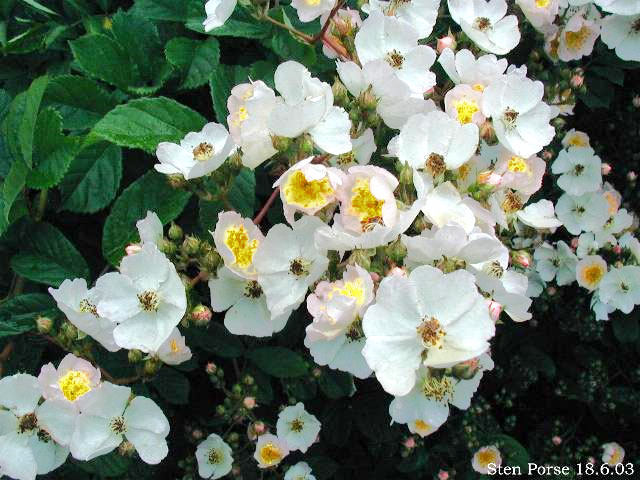
Sokvirágú rózsa virágai

A sokvirágú rózsa (Rosa multiflora) a Rózsafélék (Rosaceae) családjába tartozó rózsafaj. Hazája Japán, Korea.

## Jellemzői
Akár 3 méter magasra is megnövő, elhajló vagy kúszó ágú rózsa faj. Tüskéi aprók, horgosak. Ágai gallyakkal rakódnak be, melyeken június-júliusban tömegesen nyílnak szedervirághoz hasonló, fehéres virágai kúpos sátorvirágzatban. Termése apró, piros csipkebogyó.
Virágos sövénynek, kerítések mellé ültethető, futórózsaként is alkalmazható. Egy-két öntözéssel a szárazabb viszonyokat is jól tűri, általánosan használt alany.
A futó, a polyanthák és a babarózsák egyik őse.

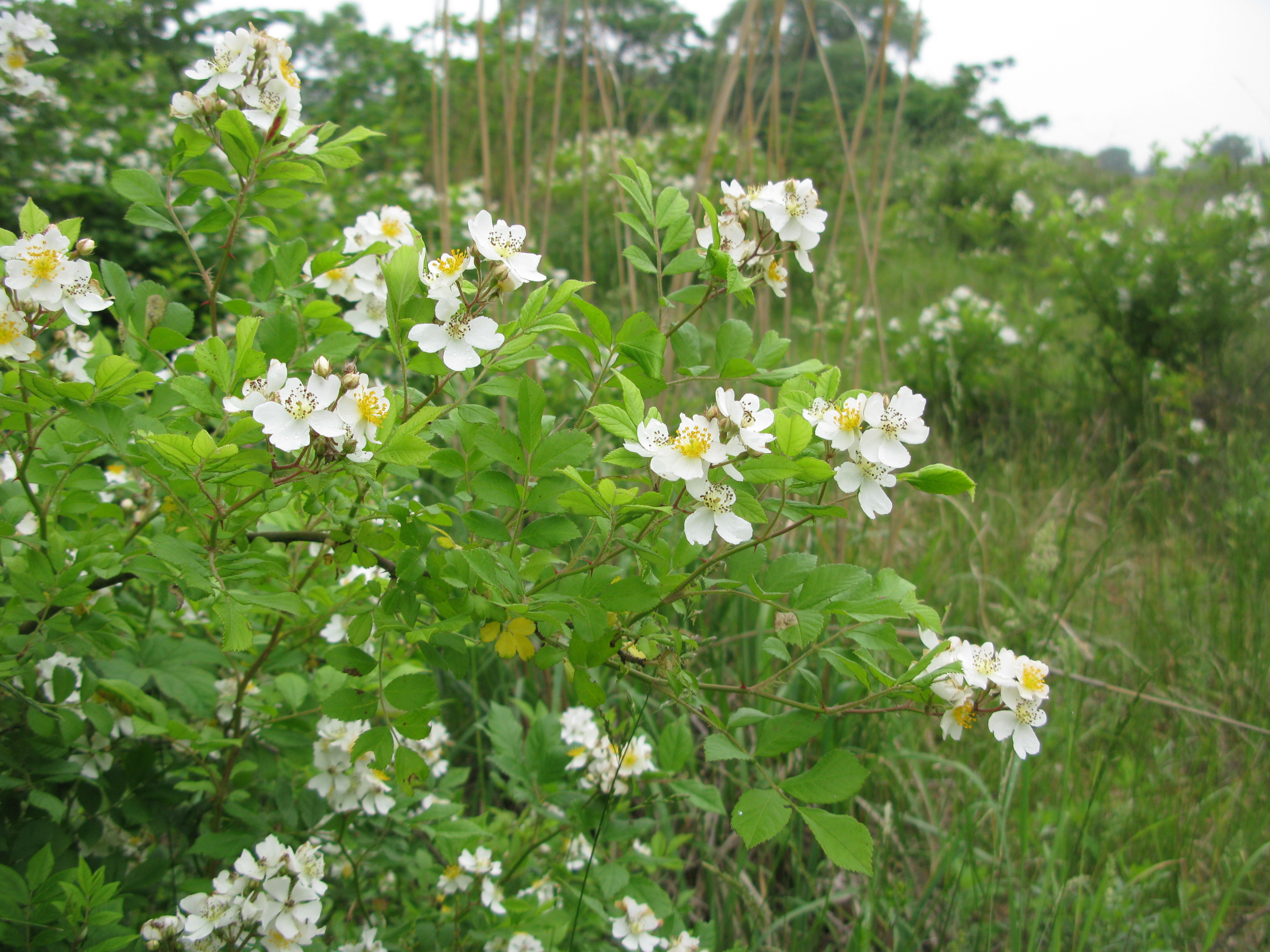
Sokvirágú rózsa
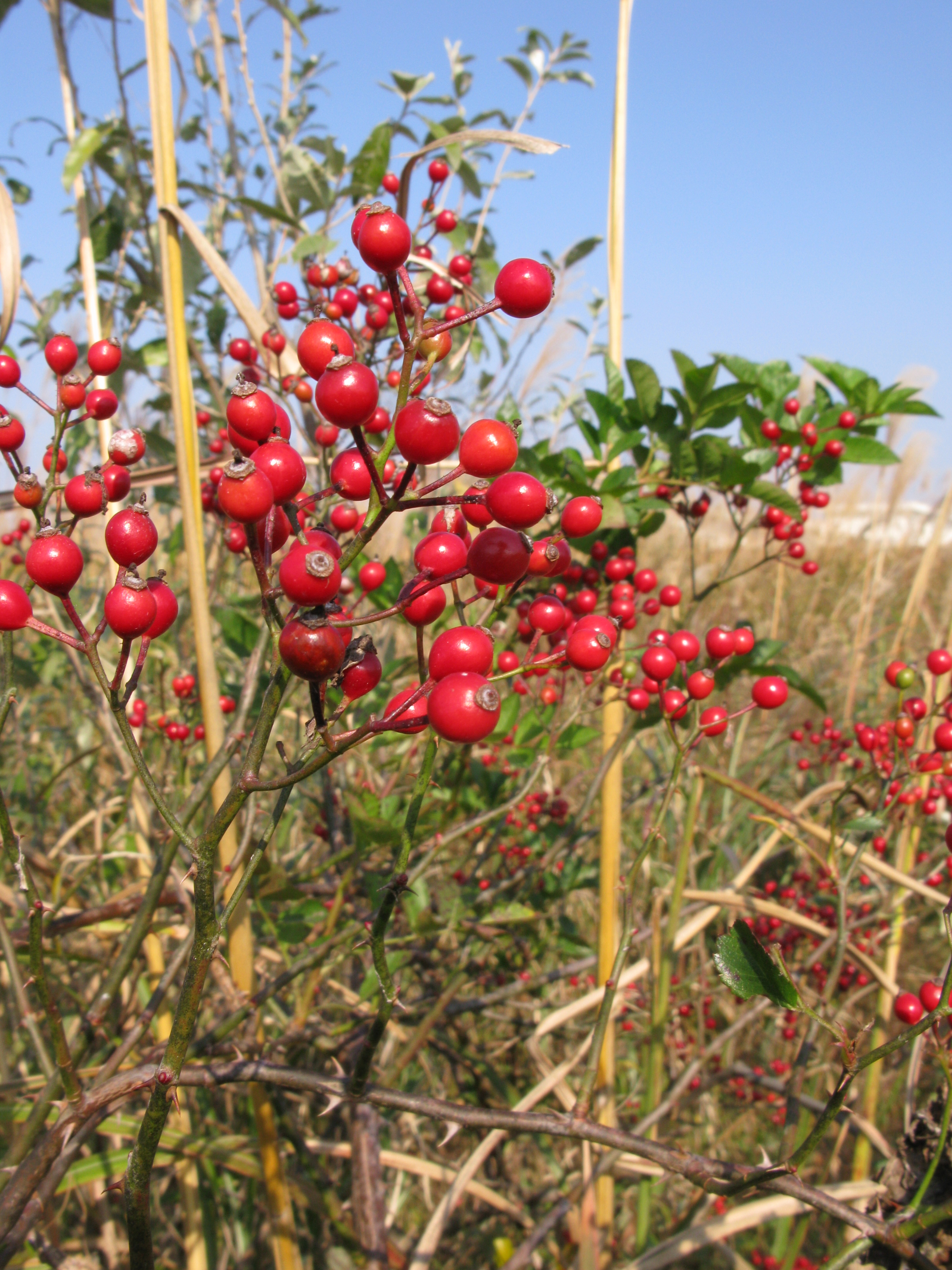
termései